# عرب سوريا
عرب سوريا، هم أكبر مكونات الشعب السوري، كانت سوريا موطنًا للعرب منذ القرن التاسع قبل الميلاد، وقامت على أرضها مجموعة ممالك وإمارات عربية (مملكة تدمر، مملكة حمص، مملكة الرها، إمارة افاميا)، غير أن استعراب غالبية البلاد لم يتم إلا بحلول القرن الحادي عشر. حديثًا، فإنه بعد اضحملال الدولة العثمانية، فإن أول كيان قام اتخذ اسم المملكة السورية العربية، وفي عام 1958 كانت سوريا جزءًا من «الجمهورية العربية المتحدة»، ومنذ 1961 فاسم البلاد الرسمي هو «الجمهورية العربية السورية»، أما الدستور فينص على كون لغة البلاد الرسمية هي العربية، وأنّ سوريا جزء من «الأمة العربية». كما ينص قانون الجنسية على منح جنسية «عربي سوري» لجميع المواطنين بمن فيهم الأكراد أو الأرمن.
تبلغ نسبة العرب في سوريا نحو 84% من مجموع السكان، ويمكن تقسيم عرب سوريا من ناحية التاريخ أو الأصول أو اللهجة العربية المستخدمة إلى:
- القبائل العربية التي استقرت في سوريا قبل الميلاد ابتداءً من القرن التاسع قبل الميلاد.
- القبائل العربية التي أستقرت منذ مرحلة سوريا الأنتيكية، شكلت في الأنتيك قوافل تجارية عبر بادية الشام، وبعض المستعمرات الزراعية والرعوية، وبعد الفتح، شكلت عماد المؤسسة العسكرية الأموية، وكبار ملاك الأراضي الزراعية، وفي الحالتين مكثت أقلية في البلاد. هذه المجموعة ذابت في النسيج العام خلال غزوات المغول للشام،[1] ما عدا بعض العائلات التي من الممكن نسبها لتلك المرحلة نظرًا لحفاظها على نسبها مثل الأسرة الهاشمية في سوريا.
- القبائل العربية التي هاجرت من نجد إلى وادي نهر الفرات خلال القرنين السابع عشر والثامن عشر، وتمددت نحو ريف محافظة حلب الشمالي تحديدًا منطقة منبج، وتشكل نحو 70%[2][3] من البلاد، ويصنّف الشوايا من ضمنها، وتتميز باللهجة العربية النجدية. في الفترة الزمنية نفسها التي هاجرت فيها هذه القبائل، انتقلت مجموعات من الدروز من وادي التيم، والبقاع، إلى جرود شرق حوران خلال القرن الثامن عشر، وغدا جبل العرب - محافظة السويداء اليوم - ذي أغلبية درزية من حينها؛ ومع كون الدروز ذوي خليط عرقي، فإن بعض العائلات الدرزية تنتسب مباشرة لقبائل عربية يمينية أو قيسية.
- مستعربي سوريا، وهم حوالي 20-30% من سكان البلاد، استعربت غالبيتهم بحلول القرن الحادي عشر للميلاد وبشكل تدريجي، يشكلون القاعدة السكانية في الأرياف والمدن على حد سواء، وهم المتحدرين نظريًا من خلفية آرامية، ويشملون عدة طوائف ومذاهب، ويستخدمون اللهجة السورية العامة.

## التاريخ

### قبل الفتح العربي الإسلامي

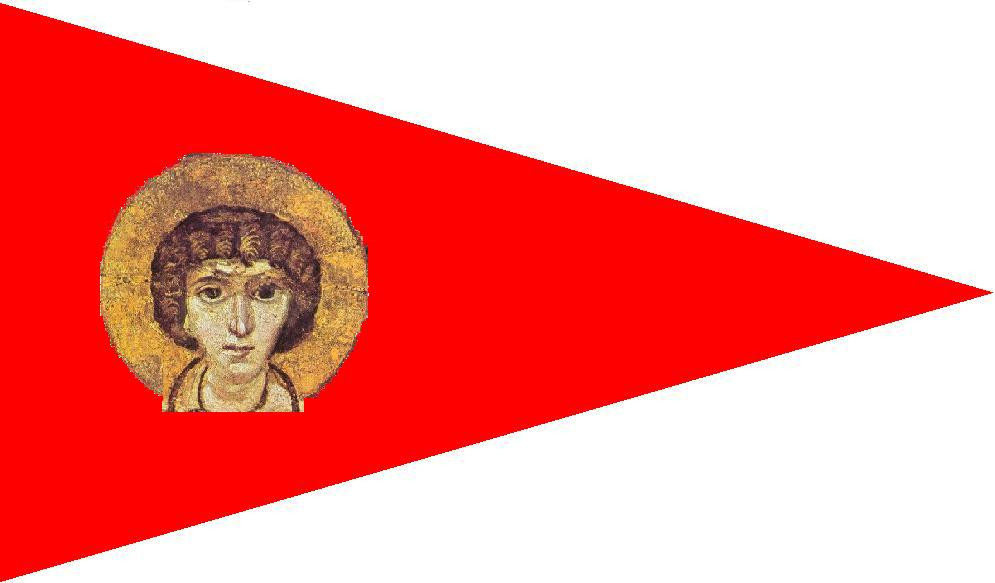
راية الغساسنة، تحمل أيقونة للقديس سركيس، شفيع المسيحيين العرب، وضريحه في الرصافة - محافظة دير الزور حاليًا.

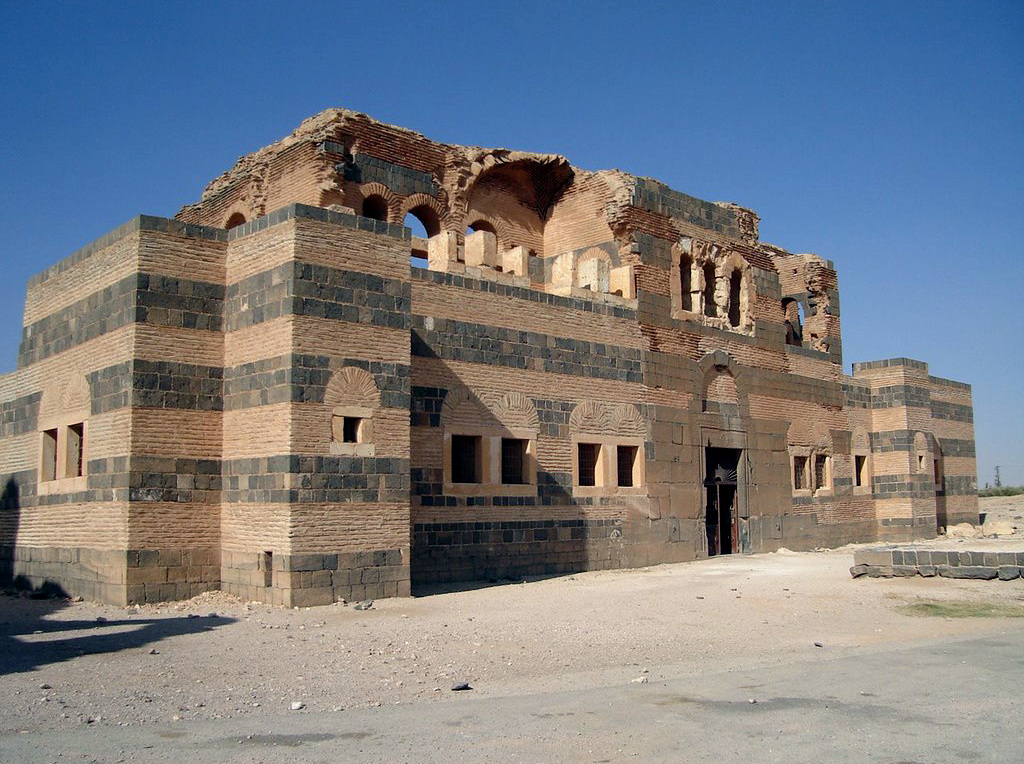
جانب من بقايا قصر ابن وردان، إلى الشرق من حماة على تخوم الصحراء؛ والمشيّد عام 564.

ورد في أقدم الوثائق المتاحة عن العرب، وهي آشورية، أن الملك شلمنصر الثالث انتصر على العرب في معركة قرقر قرب حماة، وأن قائد العرب في تلك المعركة كان اسمه جندب عام 853 قبل الميلاد، وهذه لا أقدم إشارة إلى العرب في سوريا فحسب، بل أقدم إشارة إلى مصطلح عرب على وجه العموم.
في سوريا الرومانية، كان اسم العرب يطلق على مجموع القبائل المنتشرة في الصحراء السورية، وشرقًا نحو الصحراء العراقية في المنطقة الممتدة من جنوب البحر الميت المسماة في التوراة باسم «وادي عربة» وحتى نهر الفرات، والتي كان تسيير القوافل التجارية عبر الصحراء، السبب الرئيس لوجودها، وهو ما يشمل تقديم الجمال، والأدلاء، والسلاح، والخفارة العسكرية «التي يستحيل بدونها عبور الصحراء»؛ أما العمل الثاني للعرب، فكان تربية الماشية سيّما الجياد والجمل الوحيد السنام، وفي الواقع من لم يشتغل من العرب في تجارة المسافات الطويلة، اعتمد حكمًا على تربية الماشية. وتدل المكتشفات الأثرية في مناطق شرق حوران على سهوب جبل الدروز، في محافظتي درعا والسويداء، أنه حتى القرن الأول للميلاد، كانت القبائل تقصد هاتين المنطقتين لترعى قطعانها فيها، تاركة آثارًا أو تسجيلات على صخور المنطقة؛ أما قبل هذه المرحلة، أي مرحلة اشتغال العرب بالتجارة، فكما يشير سترابون في القرن الأول قبل الميلاد فإن القبائل كانت تعتمد على تربية الجمال، ونهب القوافل.
العمل في التجارة خلق اتصالاً بين العرب وبين الحواضر والمدن السورية الواقعة على هواش الصحراء، مثل دورا أوربوس، وتدمر، وقد احتفظت هذه الحواضر بعلاقات جيدة مع القبائل الرّحل في المنطقة؛ ويبدو ذلك واضحًا من انتشار آلهة عربية في تدمر وبعض مناطق الفرات، لاسيّما اللات، ونجمة الصبح أي الزهرة أو العزى، وذو الشرى إله سلالة الأنباط؛ كذلك الأمر فقد كرّس معبد بصرى الشام لعبادة اللات ومناة وذو الشرى، وقد شبهت اللات العربية، بالإلهة آثنيا الإغريقية، وعشتار السريانية على أنّ التوفيق بين الآلهة كان شائعًا في سوريا ومعظم مناطق العالم القديم الأخرى.
بعد اندراس دولة الأنباط عام 106، استحدث الرومان ولاية العربية وعاصمتها بصرى، كبديل عن حكم الأنباط الذاتي؛ علمًا أن الأنباط ومعظم سكان العربية، استعملوا الأبجدية الآرامية في كتاباتهم. بعد سقوط تدمر عام 272 ظهرت في منطقة الصحراء السورية - العراقية، حركات قبلية كبرى أثرت بشكل مباشر على سوريا الرومانية، إذ أعلن عمرو بن عدي تأسيس إمارة في الحيرة، وإذ ناصر الساسانيين، تأثرت طرق التجارة عبر الصحراء في الإمبراطورية سلبًا. أما خليفته امرؤ القيس فبسط سيطرته على معظم القبائل الرحل، فلا في الصحراء السورية فحسب، بل حتى شبه الجزيرة العربية أيضًا، ودعا نفسه ملك كل العرب، وهو اللقب الذي يظهر للمرة الأولى في التاريخ على شاهدة قبره المكتشفة في النمارة في جبل الدروز ضمن محافظة السويداء الحالية في سوريا. حاول الرومان من جديد كسب قبائل الصحراء السورية لصالحهم، لاسيّما بعد انتشار المسيحية فيما بينهم، وتمكنت الإمبراطورية بالفعل من التعاون مع تنوخ وصالح ومجموعة من القبائل الصغرى والأقل نفوذًا، غير أن أهم قبيلة بكل تأكيد كانت غسّان، إذ أسس الغساسنة منطقة حكم ذاتي شملت الأردن وجنوب سوريا الحالية حتى حدود دمشق؛ وتمكنت عدة شخصيات غربية بارزة في سوريا من استحواذ مراتب شرفية في البلاط الإمبراطوري لدورها كشرطة حماية حدود الإمبراطورية؛ وهذا ما يظهر بشكل واضح على سبيل المثال من خلال قصر ابن وردان، العسكري والإداري، الذي شيّد عام 564 على حدود الصحراء إلى الشرق من حماه، لضبط حركة القوافل وحمايتها من قطاع الطرق، فضلاً عن كونه حامية في حال هجم الفرس على الإمبراطورية، وقد ألحقت بالقصر ثكنة كبيرة وكنيسة ضمت ثلاثة صحون ورواق. هذا الدور السياسي والاجتماعي لقبائل العرب في سوريا، لم يمنع بعضها من الاستقرار وترك التنقل لمصلحة العمل في الأرض، فاستقرت على حواف غوطة دمشق وحمص، وكذلك في الجزيرة السورية، بعض القبائل العاملة بالزراعة؛ ومن الواجب التنبيه في هذا الخصوص أنّ التواجد العربي في سوريا الرومانية كان هامشيًا بالنسبة للداخل السوري، وشكّل أقلية أمام الكتلة الرئيسية من السكان الناطقة بالسريانية والعاملة بالزراعة، والمنفتحة على حضارة البحر المتوسط الإغريقية الرومانية، يقول موريس سارتر على سبيل المثال: "أيًا كانت أهمية العرب في اقتصاد سوريا الزراعي، فإن البلد بقي أولاً بلدًا حضريًا، وبالتالي بلد قرى.... أكثر من سبعمائة بلدة، كانت مزدهرة في الكتلة الكلسية الشمالية من أفاميا وحتى أنطاكية وحدها.

### بعد الفتح العربي الإسلامي
خلال الفتح الإسلامي، وإبان حصار دمشق من قبل خالد بن الوليد، فإنّ من أبرم اتفاق تسليم المدينة، اسمه عربي وهو منصور بن سرجون، جد القديس يوحنا الدمشقي؛ وقد نصّ الاتفاق على «لا يعرّض لهم [لأهل دمشق] إلا بالخير إذا أعطوا الجزية». بعيد الفتح، استوطنت قبائل عربية أخرى في البلاد، وكانت القبائل المتوطنة تقيم في مضارب لها قرب المدن والمراكز الحضرية إنما خارجها وأكبرها الجابية، وبحسب ما نقل مؤرخو العرب لاحقًا فإنه من نتائج مؤتمر الجابية الذي ترأسه الخليفة عمر بن الخطاب بعدم السماح للوافدين الاختلاط بالسكان الأصليين عربًا كانوا أم غير عرب، والامتناع عن مخالطة المواطنين «حفاظًا على نقاوة الدم»، كما حظر عليهم اقتناء المزارع أو العمل فيها، فشكلوا طبقة أرستقراطية عسكرية أساسًا. غير أن هذه المقررات لم توضع موضع التنفيذ بشكل حاسم، فإن معاوية بن أبي سفيان على سبيل المثال كانت زوجته عربية سورية - أي من عرب ما قبل الفتح - ومسيحية وهي ميسون بن بحدل الكلبية، من عرب الجنوب اليمانيين خلافًا لأغلب متوطني ما بعد الفتح وهم من عرب الشمال الحجازيين. كما كانت نائلة بنت الفرافصة زوجة عثمان بن عفان هي بدورها من عرب سوريا قبل الفتح ومن بني كلب، التي كانت تتنقل في بادية تدمر.
إن هذه الزيجات المختلطة، والتي سرعان ما تحولت إلى زيجات من سكان البلاد، أو علاقات مبنية مع جوراي مستوردات من فارس أو القوقاز، أنهى صفاء الدم العربي في سوريا، وكان يزيد بن الوليد أول خليفة ليس من أبوين عربيين، إذ أنّ أمه كانت سبيّة فارسيّة، وهكذا «انهار الافتخار التقليدي بصفاء النسب».
خلال عصر الدولة العباسية في القرن الحادي عشر، بدأت حركة استعراب بشكل واسع وواضح، أي اندماج الكتلة الكبرى من السوريين في الثقافة العربية، تمثل ذلك بشكل أساسي في استعمال العربية كلغة تخاطب يومي في الريف على وجه الخصوص، بعد تطعيمها باللهجة السورية. يقول الباحث فيليب حتي بأن استعراب سوريا بدأ في القرن التاسع، غير أنه مكث حركة ضعيفة ونظر إلى «العرب الجدد» بعين من الريبة، واستمرّ الوضع على ما هو عليه حتى القرن الثالث عشر، فإن الغزوات المغولية قد «خلطت الشعب بعضه ببعضه»، فأخذ الخط الفاصل بين العرب وغير العرب، وبين العرب القدماء والعرب المستجدين في الاضمحلال، وسرعان ما غدا الجميع عربًا بلا تمييز؛ وفي عهد المماليك دعي جميع السكان «أولاد العرب» في حين دعيت القبائل وسكان البوادي «الأعراب».
أما فيما يخصّ القبائل المستقرة وشبه المستقرة الموجودة في بادية الشام وغيرها من المناطق السورية حاليًا، فإن استقرارها فيها حديث نسبيًا، فمثلاً قبيلة عنزة لم تستقر قبل النصف الثاني من القرن السابع عشر، بعيد استقرار قبيلة شمر، القادمين من نجد.

## الممالك العربية في سوريا قبل الإسلام
يعود تاريخ التواجد العربي في سوريا إلى القرن التاسع قبل الميلاد حيث ذكروا كسكان محليين في النقوش الآشورية والبابلية والإخمينية واليونانية واللاتينية بالإضافة لكتب المؤرخين اليونانيين والرومان٬ وقد اقاموا العديد من الممالك العربية، أبرزها 
- مملكة تدمر

- مملكة حمص

- إمارة عزيز العربي

- مملكة خالكيس

- مملكة الرها

## الوضع الدستوري
في الدستور السوري لعام 1930 لم يتم التركيز على الهوية العربية بقدر ما كان التركيز على إبراز الهوية السورية؛ لاحقًا في دستور 1950، اعتبرت مقدمة الدستور «إن شعبنا جزء من الأمة العربية بتاريخه وحاضره ومستقبله، ويتطلع إلى اليوم الذي تجتمع فيه أمتنا العربية في دولة واحدة، وسيعمل جاهدًا على تحقيق هذه الأمنية في ظل الاستقلال والحرية»، أما في المتن، فقد نصّ الدستور في مادته الأولى أن سوريا «جمهورية عربية» وأنّ «الشعب السوري جزء من الأمة العربية»، وضمن تعديده أهداف العملية التربوية، وجد واضعوا الدستور من المناسب إضافة «الاعتزاز بالتراث العربي»، في حين احتوى القسم الدستوري في ختامه بالنسبة للرئيس، وكذلك النواب على تعهد المقسمين «بالعمل على تحقيق وحدة الأقطار العربية».
هذا التحديد القانوني والذي جاء قبل صعود الناصرية، كان بهدف القضاء على أي محاولة لإحياء سوريا الكبرى تحت ملكية هاشمية مع العراق أو الأردن، وغالبًا ما أرفق بالتأكيد والإعلاء لقيم الجمهورية؛ بكل الأحوال عام 1961 أضيف اسم «العربية» إلى اسم الجمهورية السورية، ومقدمًا على لفظ سوريا، ما يعني منح جنسية «عربي سوري» حتى بالنسبة لغير العرب في سوريا. لاحقًا وبعد انقلاب البعث عام 1963، غدا الدستور أكثر تركزيًا على قضايا العروبة، فنصّت مقدمته الموضوعة عام 1973 - والتي أعيد إقرارها في دستور 2012 - بأنه «تعرضت الحضارة العربية التي تعد جزءًا من التراث الإنساني عبر تاريخها الطويل إلى تحديات جسام»، لاحقًا أردفت المقدمة «تعتز الجمهورية العربية السورية بانتمائها العربي، وبكون شعبها جزءًا لا يتجزأ من الأمة العربية، مجسدة هذا الانتماء في مشروعها الوطني والقومي، وفي العمل على دعم التعاون العربي بهدف تعزيز التكامل وتحقيق وحدة الأقطار العربية»، ومن الإضافات التي شهدتها نسخة 2012 إضافة لقب «قلب العروبة النابض» كتوصيف للبلاد. المادة الأولى في دستور 2012 - كسابقه دستور 1973 - عدّلت عن سابقتها في دستور 1950، باستبدال «الشعب السوري جزء من الأمة العربية» إلى «الشعب في سوريا جزء من الأمة العربية»، وأيضًا أضافت بكونها «جزء من الوطن العربي».

## مواقع خارجية
- التاريخ السوري.
- سوريون. نت.